# Moderne femkamp under sommer-OL 2016
Moderne femkamp under sommer-OL 2016 i Rio de Janeiro fandt sted i perioden 18.-20. august 2016 på Deodoro Aquatics Centre, Deodoro Stadium og Youth Arena.
Der konkurrerede 36 atleter i både mændenes og i kvindernes begivenhed.

## Deltagende lande
- Argentina (2)
- Australien (2)
- Hviderusland (1)
- Brasilien (2)
- Bulgarien (1)
- Canada (2)
- Kina (4)
- Cuba (2)
- Tjekkiet (3)
- Egypten (3)
- Frankrig (3)
- Tyskland (4)
- Storbritannien (4)
- Guatemala (2)
- Ungarn (4)
- Irland (2)
- Italien (4)
- Japan (3)
- Kasakhstan (2)
- Letland (1)
- Litauen (3)
- Mexico (2)
- Polen (3)
- Sydkorea (3)
- Rusland (3)
- Tyrkiet (1)
- Ukraine (3)
- USA (3)

## Medaljer
| Placering    | Land         | Guld | Sølv | Bronze | Total |
| ------------ | ------------ | ---- | ---- | ------ | ----- |
| 1            | Australien   | 1    | 0    | 0      | 1     |
| 1            | Rusland      | 1    | 0    | 0      | 1     |
| 3            | Frankrig     | 0    | 1    | 0      | 1     |
| 3            | Ukraine      | 0    | 1    | 0      | 1     |
| 5            | Mexico       | 0    | 0    | 1      | 1     |
| 5            | Polen        | 0    | 0    | 1      | 1     |
| Total 6 NOCs | Total 6 NOCs | 2    | 2    | 2      | 6     |

### Medaljevindere
| Event  | Guld                        | Sølv                         | Bronze                    |
| ------ | --------------------------- | ---------------------------- | ------------------------- |
| Herrer | Aleksander Lesun · Rusland  | Pavlo Tymoshchenko · Ukraine | Ismael Hernández · Mexico |
| Damer  | Chloe Esposito · Australien | Élodie Clouvel · Frankrig    | Oktawia Nowacka · Polen   |